# Andy Furtado
Andy Alexánder Furtado (Puerto Limón, 3 januari 1980) is een voormalig Costa Ricaanse profvoetballer die als aanvaller speelde. Hij kwam onder meer uit voor Santos Guápiles, AD San Carlos, Club Marathón en Comunicaciones. Hij speelde negen officiële interlands (vijf goals) voor Costa Rica in de periode 2007–2009.